# Cyklonen Gorky

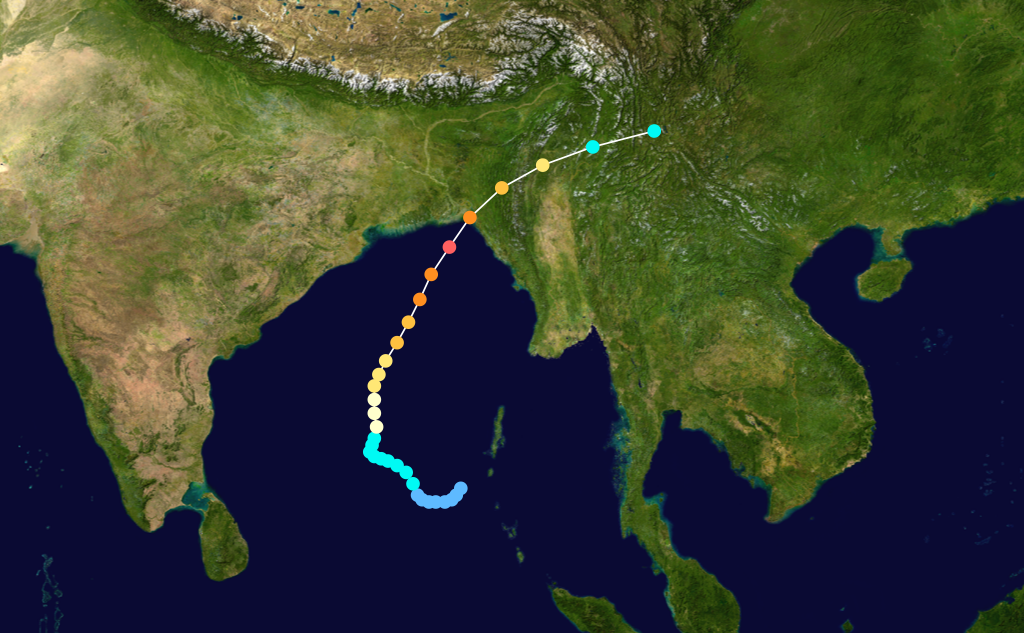
Cyklonens spår med färgkodering enligt Saffir–Simpsons orkanskala.

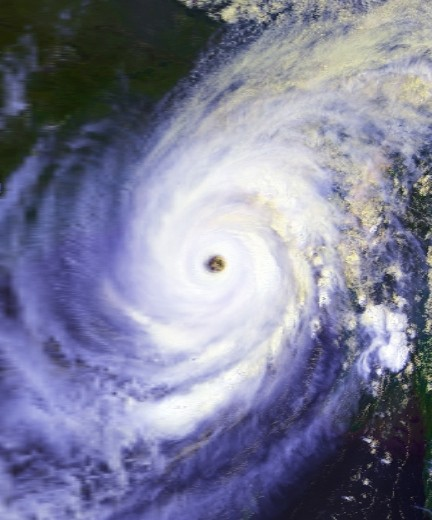
Cyklonens öga den 29 april 1991.

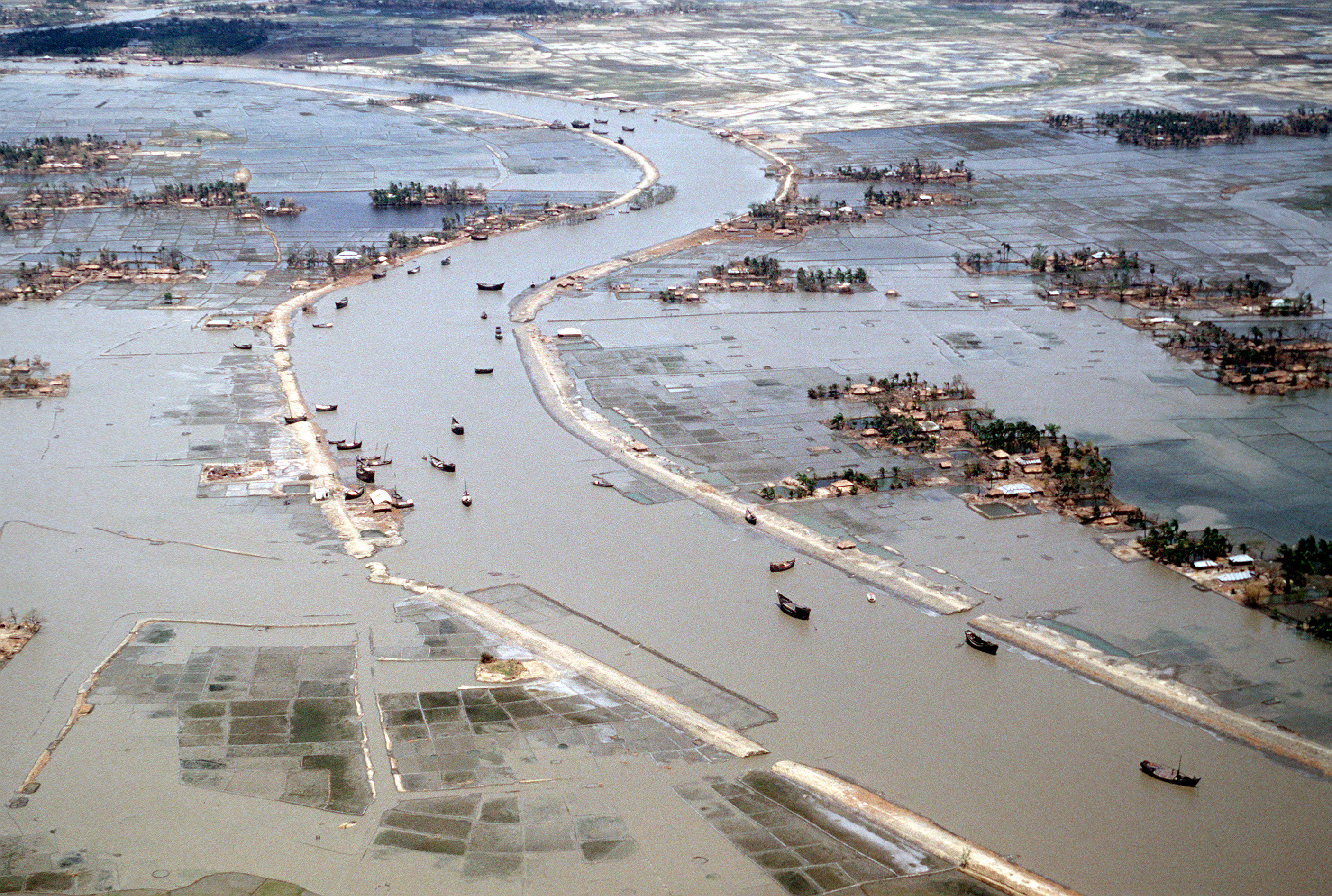
1 maj 1991, översvämningar.

Cyklonen Gorky är det inofficiella namnet på en förödande tropisk cyklon som drabbade Bangladesh i slutet av april 1991. Till skillnad från de tropiska cyklonerna i Atlanten och Stilla havet får de tropiska cyklonerna inga officiella namn i den här delen av världen. Det är en av de värsta cyklonkatastrofer man känner till och krävde minst 138 000 dödsoffer. Till skillnad från den ännu dödligare Cyklonen Bhola som drabbade Östpakistan (nuvarande Bangladesh) 1970 var det här ovädret en mycket kraftigare tropisk cyklon och nådde kategori 5, högsta nivån på Saffir–Simpsons orkanskala. Regionen runt Bengaliska vikens norra kust är troligen det mest sårbara¨området i världen för tropiska cykloner då regionen är oerhört tättbefolkad och mycket låglänt. Totalt känner man till åtminstone 6 tropiska cykloner som dödat över 100 000 människor i Bangladesh och Västbengalen som hör till Indien. Cyklonen Bhola var allra värst med troligen en halv miljon döda.

## Stormhistoria och effekter
Ovädret bildades som en tropisk depression 22 april i den södra delen av Bengaliska viken. Två dagar senare hade lågtrycket nått stormstyrka och fick den officiella beteckningen Tropiska stormen 02 B. Ovädret rörde sig åt nordväst och intensifierades ganska långsamt, först 27 april nådde cyklonen orkanstyrka, d.v. s medelvind minst 33 m/s (119 km/h). Ovädret ändrade nu kurs åt nordost samtidigt som det började intensifieras snabbt, 28 april hade det blivit en kraftig orkan (major hurricane) vilket innebär att den nådde kategori 3 på orkanskalan. Den hade också växt kraftigt i storlek, cyklonen var nu så stor att dess vindar påverkade nästan hela Bengaliska viken. Intensifieringen fortsatte och på natten till den 29 april nådde den kategori 5 styrka med en medelvind/varaktiga vindar på 72 m/s (260 km/h). Lufttrycket i dess centrum, det s.k ögat hade sjunkit till 898 millibar/hectopascal. Uppgiften om det mycket låga lufttrycket är emellertid inte officiell.
Ovädret gjorde landfall (ögat når land) på kvällen 29 april strax söder om hamnstaden Chittagong i sydöstra Bangladesh. Nu var cyklonen något försvagad med en medelvindhastighet på 69 m/s (249 km/h), precis under gränsen för kategori 5. Väl inne över land försvagades den snabbt och upplöstes över sydvästra Kina 30 april. Vindarna och en stormflod som höjde vattennivån upp till 6 meter över normalnivån orsakade en enorm förödelse. Totalt uppges att så många som 10 miljoner människor blivit hemlösa och att 1 miljon bostäder förstördes. Den officiella dödssiffran var 138 000, flertalet i Chittagong med omnejd. Inofficiella siffror anger dödstal upp till 200 000. 
Efter Cyklonen Bholas härjningar 1970 hade det fattiga Bangladesh vidtagit flera åtgärder för att förhindra en ny jättekatastrof. Befolkningen hade fått bättre information om varningar inför tropiska oväder och man hade byggt många fler skyddsrum. Vid Karnaphuliflodens mynning vid Chittagong hade man också byggt en skyddsvall för att skydda den delen av kusten mot stormfloder. Dessvärre hjälpte inte det. Stormfloden bröt igenom vallen med mycket svåra översvämningar som följd. Trots varningarna tycks många människor ha ignorerat dem och inte evakuerat. Likväl anser man att de åtgärder som vidtagits efter katastrofen 1970 ändå sänkte den oerhörda dödssiffran markant.
Efter katastrofen strömmade massiva hjälpinsatser in från omvärlden vilket troligen räddade många överlevande från att dö av indirekta effekter som till exempel olika vattenburna sjukdomar. De största hjälpinsatserna kom från USA, där tusentals soldater som egentligen var på väg hem från Gulfkriget istället fick åka till katastrofområdet för att bistå med distribution av mat, mediciner, vatten etcetera.